# Eprosartan
Eprosartan ou Eprosartana é um fármaco do tipo antagonista do receptor da angiotensina.
Sua principal indicação é para tratamento de hipertensão arterial. É comercializada pelo nome de  Teveten pela empresa Abbott Laboratories nos Estados Unidos e pela empresa Solvay Pharmaceuticals em outros locais do mundo. Não é comercializada no Brasil (dez/2009).